# Левитис, Ефим Завельевич
Ефим (Хаим) Завельевич Левитис (29 ноября 1950 — 25 апреля 2023) — еврейский религиозный и общественный деятель, главный раввин Ленинграда и ленинградской хоральной синагоги в 1980—1997 годах.

## Биография
Хаим происходит из раввинской семьи. Его дед, бывший раввином в Казатине, а затем габаем в одной из одесских синагог, был арестован в 30-е годы и умер в лагере от голода, потому что отказался от некошерной пищи. Его отец продолжал соблюдать религиозные обряды.
Учился в Московском авиационном институте, но покинул его через 3 года. Отслужил в армии. Учился в иешиве Коль Яаков при Московской Хоральной синагоге в 1973 году. По ходатайству Артура Шнеера поступил в Высшую Раввинскую школу в г. Будапеште в 1973 году. После возвращения в Москву занимал должность секретаря Московской еврейской религиозной общины. В 1980 году — раввин Еврейской религиозной общины Ленинграда; с 1991 года — главный раввин Большой Хоральной синагоги. Занимал должность заместитель главного раввина России от организации КЕРООР по контактам с нееврейскими организациями, был членом Европейской конференции раввинов, член рабочей группы Консультативного совета глав конфессий в Санкт-Петербурге. К нему приходили за советом не только по религиозным вопросам, но и с чисто житейскими проблемами. В 1997 году покинул свой пост и эмигрировал в США.
Скончался 25 апреля 2023 года.

## Семья
Был женат, имел сына.